# Nikola Hajdin

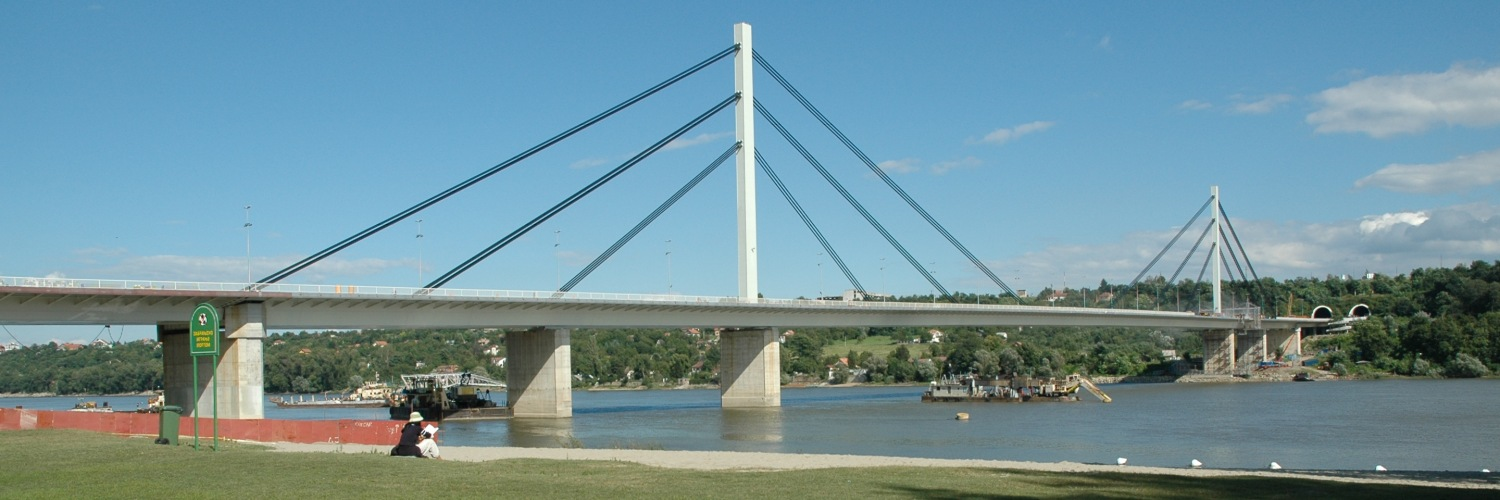
Most Wolności w Nowym Sadzie

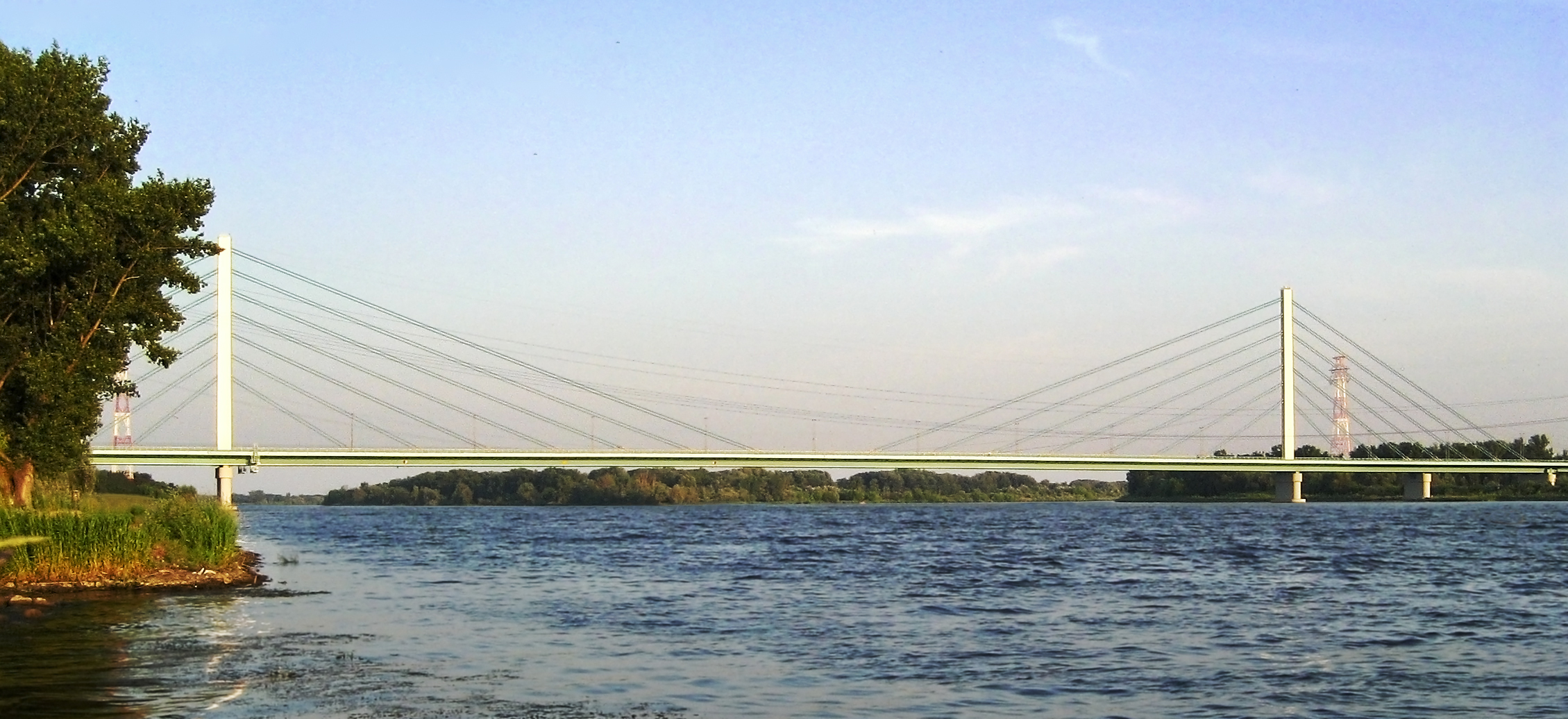
Most Solidarności w Płocku

Nikola Hajdin (cyr. Никола Хајдин; ur. 4 kwietnia 1923 we Vrbovsku, zm. 17 lipca 2019 w Belgradzie) – serbski architekt, prezes Serbskiej Akademii Nauk i Sztuk oraz profesor Uniwersytetu Belgradzkiego.
Zaprojektował około 50 mostów, m.in. Most Solidarności w Płocku, Most Wolności w Nowym Sadzie. Był on również prezydentem komisji, która wybrała projekt Mostu nad Adą Ciganliją w Belgradzie.